# Peace Brigades International
Peace Brigades International (PBI) é uma organização não-governamental (ONG) internacional para a proteção dos direitos humanos e a transformação pacífica dos conflitos. Ela é guiada pelos princípios da não-violência, internacionalidade, apartidarismo e funcionamento não-hierárquico. Suas operações em um novo país apenas se iniciam mediante o convite de uma organização local.

## Breve histórico
Como reação à ação violenta realizada em Bombaim no final de 1921, Mahatma Gandhi começou a propagar a ideia da formação de um Corpo de Voluntários cuja missão era estabelecer presença entre as partes envolvidas em conflitos violentos.
A primeira implementação desta vontade ocorreu em 1957, com a criação de “Shanti Sena” (Exército da Paz) pelo seguidor espiritual de Gandhi Vinoba Bhave. Os membros deste exército agiam como mediadores entre os líderes da região, alcançando reunião e conciliação em locais afetados, e estiveram presentes no conflito entre hindus e muçulmanos.
Em 1962 foi criada em Beirute pela primeira vez uma Trupe Internacional de Paz para ações pacíficas (“World Peace Brigades for Non-violent Action”). Este grupo também realizava ações tais como grande marchas pacíficas para apoiar o movimento independente na Rodésia do Norte (localizada no território atual da Zâmbia) ou as atividades para um acordo de paz entre a região central e grupos insurgentes na Nagaland indiana. Contudo, não houve recursos suficientes para possibilitar a continuidade do trabalho, resultando no fim do projeto.
Na ilha de Grindstone (Canadá), sob o efeito da abolição do movimento Solidarnosc na Polônia, a invasão soviética no Afeganistão e a iminência de uma ação militar dos Estados Unidos da América na Nicarágua, um grupo de ativistas da paz provenientes de quatro continentes finalmente criou a PBI em 4 de setembro de 1981. Ao contrário das tentativas passadas de sua implementação, desta vez o objetivo não era apenas o de cumprir projetos, mas sim o de construir uma estrutura internacional sólida e de duração permanente.

## O trabalho da PBI
A PBI envia observadores internacionais como testemunhas visuais em regiões em crise ou conflito. Os grupos voluntários da PBI têm por objetivo auxiliar pessoas que sofrem ameaças por motivos políticos em razão de seu trabalhos. O conceito desenvolvido pela PBI de um acompanhamento protetivo da sociedade civil representa uma contribuição direta para a prevenção da violência e leva, a longo prazo, ao fortalecimento das possibilidades de resolução do conflito.
EM 2007, a PBI tinha projetos na Colômbia, Guatemala, Indonésia, Nepal e México (Guerrero), assim como na coalizão para a paz no território mexicano de Chiapas. Além disso, há a implementação de treinamentos sobre resolução pacífica de conflitos na Indonésia e na região dos Grandes Lagos da África Central, e com relação às vítimas de traumas na Colômbia. Iniciativas de diálogo e informação geral entre as partes do conflito também foram realizadas, como, por exemplo, o diálogo inter-religioso do Projeto SIPAZ na região de Chiapas. Através destas atividades, a PBI realiza uma contribuição ativa para a diminuição e prevenção de conflitos violentos.
Ações passadas das forcas de paz da PBI foram feitas na Guatemala (1983-1999), El Salvador (1987-1992), Sri Lanka (1989-1998), América do Norte (1991-1999), Timor-Leste (1999-2002) e Haiti (1995-2000), assim como em curtos projetos no norte da Nicarágua e África Central (2004-2005), e para o World Uranium Hearing em Salzburgo. A PBI adicionalmente foi uma organização membro do Balkan Peace Team (1994-2001).

## Estrutura
A PBI é uma organização não-governamental registrada pela Organização das Nações Unidas e possui status consultivo dentro de seus órgãos.
Em 2007, existiam quinze grupos nacionais reconhecidos e dois associados provenientes da Europa, América do Norte, Austrália e Nova Zelândia. O Secretariado Internacional está localizado em Londres.
Estes 17 grupos administram assistência financeira e organizacional para os projetos alocados nas áreas de conflito. Eles também trabalham para engajar pessoas envolvidas com a vida pública a participarem da rede de assistência ou informar sobre o trabalho da PBI e fortalecer a situação dos direitos humanos no seu próprio país.

## Distinções
A PBI tem recebido o reconhecimento de muitos organismos ao longo de seus anos de trabalho com os Direitos Humanos. Estes são alguns exemplos:
- Nomeação para o Prêmio Nobel da Paz em 2001
- Prêmio Martin Ennals Award 2001
- Medalha Comemorativa da Paz 1999
- Prêmio para Direitos Humanos do Estado de Weimar 1999
- Prêmio da Paz Aachener 1999
- Prêmio da Paz Sievershausener 1998
- Prêmio da Paz Pfeffer 1996
- Fundação Sigmund Schultze Förderpreis 1995
- Memorial por la Paz y la Solidaridad entre los Pueblos 1995
- Memorial Per La Paz "Josep Vidal I Llecha." 1989

Em 2006 a PBI celebrou o seu jubileu de 25 anos.